# پوکروونیک
پوکروونیک (به بلغاری: Pokrovnik) یک منطقهٔ مسکونی در بلغارستان است که در شهرستان بلاگووگراد واقع شده‌است. پوکروونیک ۱۸٫۶۰۹ کیلومتر مربع مساحت و ۸۸۱ نفر جمعیت دارد و ۳۳۸ متر بالاتر از سطح دریا واقع شده‌است.